# Idoma (langue)
L’idoma est une langue de la branche idomoïde des langues voltaïco-nigériennes, parlée par les Idomas dans l’État de Benue au Nigeria.

## Écriture
| a | b | c     | d | e | ɛ (ẹ) | f | g | h | i | j | k | l | m | n |
| ŋ | o | ɔ (ọ) | p | r | s     | t | u | v | w | y | z |   |   |   |

L’alphabet idoma défini dans Abraham 1985 peut utiliser les lettres ɛ et ɔ ou alternativement les lettres ẹ et ọ. Les tons sont indiqués à l’aide d’accents sur les voyelles : ‹ á é ɛ́ í ó ɔ́ ú › pour le ton haut, ‹ ā ē ɛ̄ ī ō ɔ̄ ū › pour le ton moyen. Les voyelles longues sont indiquées en doublant la lettre de la voyelle.